# Сипавин, Валентин Викторович
Сипавин Валентин Викторович (род. 3 августа 1983, Харьков, УССР, СССР) — украинский альпинист и ледолаз. 7-кратный восходитель на высочайшую вершину Земли — Эверест.

## Биография
Окончил Харьковский национальный университет имени В. Н. Каразина с отличием по специальность «физическая география и картография».
С 2006 по 2019 год — преподаватель кафедры организации службы и подготовки, курсов спасательной и специальной подготовки Национального университета гражданской защиты Украины (Харьков).

## Альпинизм
С детства увлекался туризмом, занимался в туристическом кружке города Чугуев. Альпинизмом увлёкся в 2000 году. Первые тренеры — Сухарев Владимир Николаевич и Сухарева Любовь Николаевна.
В марте 2001 году совершил первое восхождение на Эльбрус. Член сборной Украины по альпинизму в 2008—2010 годах. Трёхкратный чемпион Украины по альпинизму (2009, 2018, 2019), призёр Чемпионатов СНГ.
Основатель компании «Альпомания», которая специализируется на организации экспедиций и восхождений на любые горные вершины.
Руководитель первой украинской антарктической экспедиции на массив Винсон в 2022 году.
- Эверест. Пятикратно поднимался на вершину Эвереста: 15.05.2017[4], 16.05.2018, 23.05.2019, 23.05.2021, 25.05.2023. 5-й в истории харьковчанин и 19-й украинский альпинист, поднявшийся на высшую точку планеты[5].
- К2[6].
- Даллар 5Б (м-т Порохни).
- Пик Вольная Испания 5Б (зимн., м-т Кизеля).
- Пик Вольная Испания 5Б (в двойке, м-т Коломыцева).
- Башкара 5Б (в двойке, м-т Ю. Пригоды).
- Крумкол 6А (м-т Тимофеева).
- Асан 6А (м-т Горбенко).
- Шхара 5А (в двойке, м-т «по крабу»).
- Монблан 6А (м-т Divine Providence).
- Альпамайо, Перу.
- Денали, Аляска (самая высокая вершина Северной Америки) — скоростное восхождение с Ириной Галай[7].
- Маттерхорн.
- Монблан.
- Эльбрус.
- Арарат.
- Демавенд.
- Ама-Даблам.
- Айленд-пик.
- пик Ленина.
- Массив Винсон — руководитель Первой украинской антарктической экспедиции на массив Винсон.

- Шаан-Кая: «Самурай» 6А, «Зенит», Гиперборея" 6А.
- Марчека: Центр 6А, Сезон Дождей 6А, Мачомбо 6А, Игрок 6А, ДЛС 6А.
- Треугольник: Дружба 6А.
- Замок: Соколиный 6А, Через пещеру 6А, Директ 6А.

- Эверест (8848 м) — Китай (Азия).
- Аконкагуа (6962 м) — Аргентина (Южная Америка).
- Денали (6190 м) — США (Северная Америка).
- Килиманджаро (5895 м) — Танзания (Африка).
- Эльбрус (5642 м) — Россия (Европа).

- Охос дель Саладо (6893 м) — Чили (Южная Америка).
- Килиманджаро (5895 м) — Танзания (Африка).
- Эльбрус (5642 м) — Россия (Европа).
- Орисаба (5642 м) — Мексика (Северная Америка).
- Демавенд (5671 м) — Иран (Азия).

## Ледолазание
В 2008 году увлёкся ледолазанием. В 2011 году занял 4-ю позицию в мировом рейтинге по ледолазанию. Бронзовый призёр чемпионата Европы, вице-чемпион мира, призёр этапов Кубка мира, бронзовый призёр общего зачёта Кубка Мира, 7 лет подряд входил в ТОР-10 мирового рейтинга по ледолазанию.
- 2011 — 3 место — Чемпионат мира по ледолазанию, Киров, Россия[11].
- 2012 — 3 место — Чемпионат Европы, Саас-Фи, Швейцария[12].
- 2013:
  - 2 место — Чемпионат мира, Чеонгсонг, Корея.
  - 3 место в общем зачёте Кубка меира по ладолазанию[13].
  - 3 место (командный зачёт) — Чемпионат мира (скорость), Киров, Россия.
- 2014:
  - 2 место (командный зачёт) — Чемпионат Европы (скорость), Уфа, Россия.
  - 3 место (командный зачёт) — Чемпионат Европы (трудность), Уфа Россия.
- 2015:
  - 2 место — этап Кубка мира, Чеонгсонг, Корея.
  - 4 место — Чемпионат мира, Рабенштейн, Италия (командный зачёт, трудность)[14].
  - 3 место — Чемпионат мира, Киров, Россия (командный зачёт, скорость)[15].
- 2017:
  - 4 место — этап Кубка мира, Дюранго, США[16].
  - 5 место — этап Кубка мира, Чеонгсонг, Корея[17].
- 2019 — 3 место — финальный этап Кубка мира, Денвер, США[18].

Чемпион Украины по ледолазанию:
Трудность: 2013, 2014, 2015, 2016.
Воспитал чемпионку Мира по ледолазанию среди юниоров (2019) — Викторию Голуб.
Автор и соавтор первых маршрутов для драйтулинга в Крыму: Кровавая балка, Турецкий грот, Фонтаны.

## Рекорды
В январе 2020 года Валентин Сипавин проплыл в каяке 1 км на высоте 6377 метров над уровнем моря в кратере вулкана и установил новый мировой рекорд, попав в Книгу рекордов Гиннесса: «в компании с австралийским путешественником Дэниелом Буллом проплыл на каяке в кратерном озере самого высокого в мире вулкана Охос-дель-Саладо в Южной Америке».

## Награды и звания
2017 — Почётный гражданин города Чугуева Харьковской области.
Награждён почётными грамотами Харьковского городского совета, Харьковской областной государственной администрации